# Psara guatalis
Psara guatalis là một loài bướm đêm trong họ Crambidae.